# Арињи
Арињи (фр. Arrigny) насеље је и општина у североисточној Француској у региону Шампањ-Арден, у департману Марна која припада префектури Витри ле Франсоа.
По подацима из 2011. године у општини је живело 266 становника, а густина насељености је износила 16,54 становника/km². Општина се простире на површини од 16,08 km². Налази се на средњој надморској висини од 114 метара.

## Демографија
| 1962. | 1968. | 1975. | 1982. | 1990. | 1999. | 2011. |
| ----- | ----- | ----- | ----- | ----- | ----- | ----- |
| 269   | 251   | 213   | 236   | 284   | 256   | 266   |

График промене броја становника у току последњих година